# 股関節形成不全

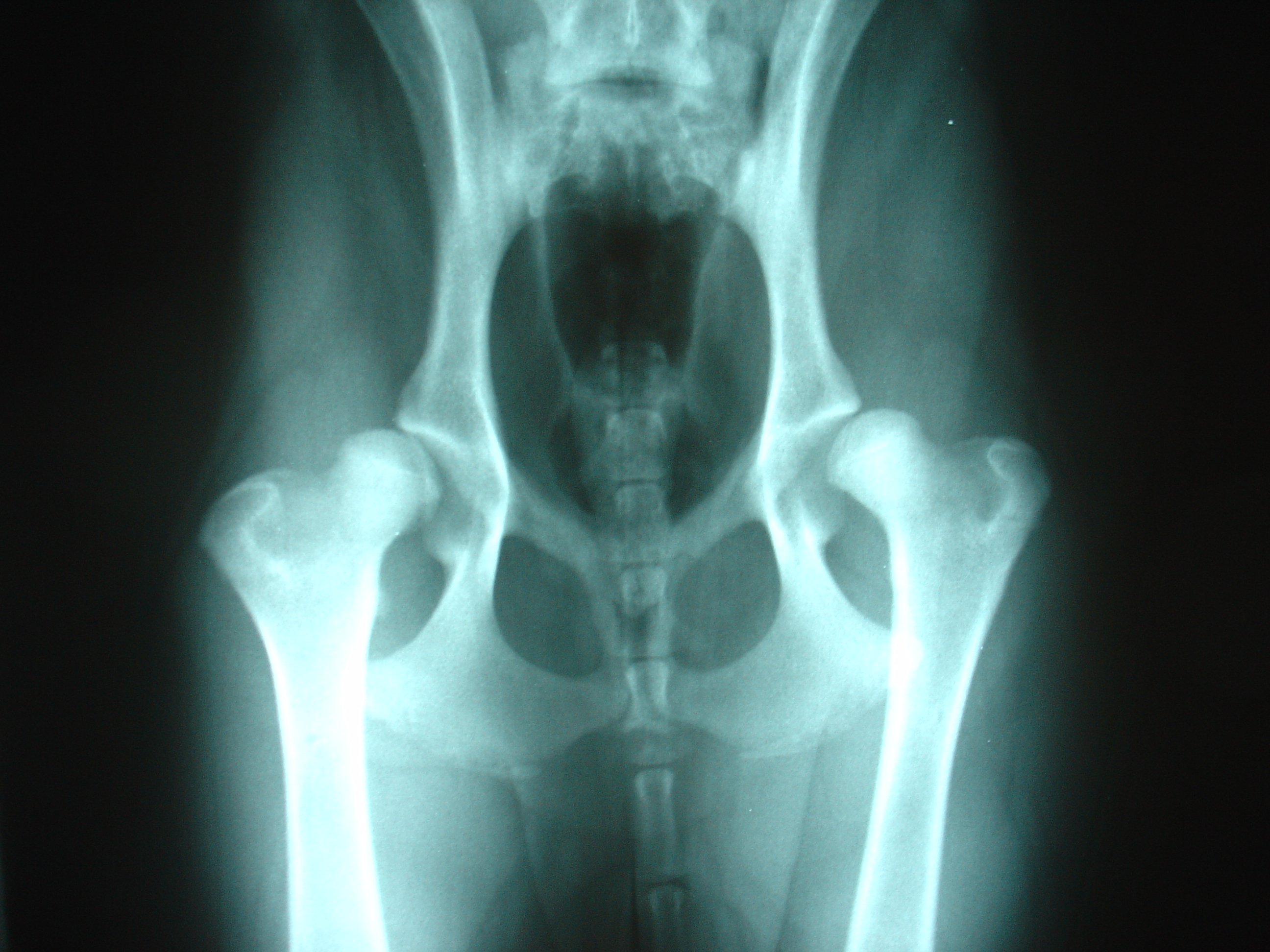
イヌの両側性股関節形成不全のX線写真

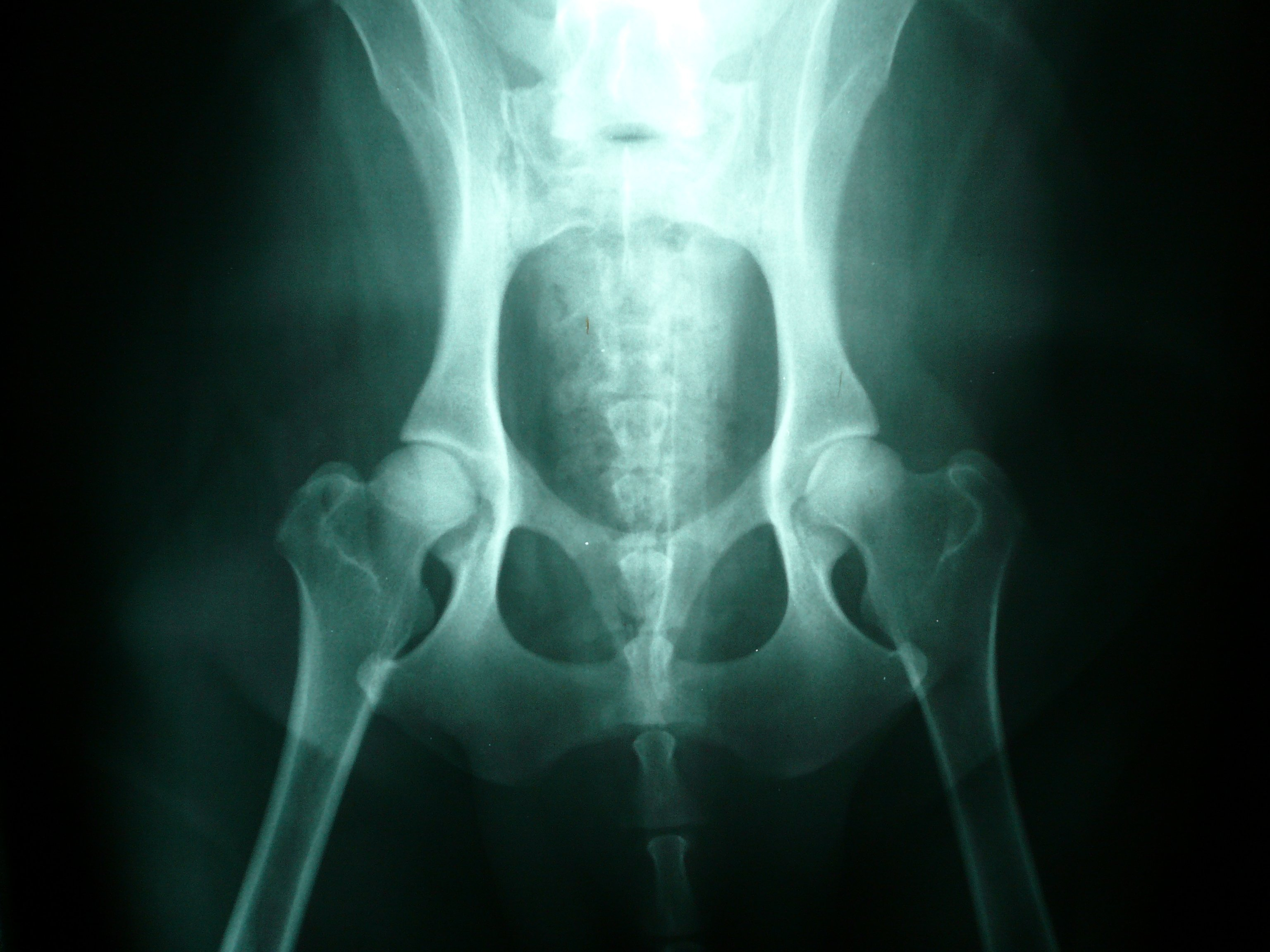
正常例

股関節形成不全（こかんせつけいせいふぜん）とは寛骨および大腿骨の発育異常。股異形成あるいは股関節形成異常とも呼ばれる。股関節が緩み、骨および関節の異常を引き起こす。ヒト以外の動物では犬、特に大型犬での発生が多く、その他として馬、牛、猫などで認められる。モンローウォークと呼ばれる独特な歩行様式を示し、重要例ではウサギ跳び様の歩行様式を示す。内科療法としては疼痛の軽減を目的とした非ステロイド性抗炎症剤の投与、体重管理を行う。外科的処置としては3点骨盤骨切術、転子間骨切術、大腿骨頭切除術、股関節全置換術などが行われる。